# Niklasons
Niklasons är en svensk komediserie från 1965. I rollerna ses bland andra Karl-Arne Holmsten, Sickan Carlsson, Lissi Alandh, Rolf Bengtsson, Gösta Bernhard, Gösta Ekman, Hasse Ekman, Lena Söderblom, Kar de Mumma och Sven Lindberg. 

## Handling
Niklasons handlar om familjen Niklason, som består av pappa Bengt som är kåsör, mamma Elisabeth, tonårsdottern Monica och den lillgamle sonen Lasse. 
Bengt tycker att barnen ska vara roligare, så att han får material till sina kåserier. Lasse tycker att pappas kåserier är barnsliga. "Ja, det är de därför att det är skrivet för vuxna", svarar Bengt. Lasse ger ut en egen tidning, om allvarliga saker - där passar inte pappas larviga kåserier. 

## Om serien
Serien var Sveriges första situationskomedi och en klar föregångare till 1990-talssuccén Svensson, Svensson (vars två första säsonger för övrigt regisserades av Hasses son Mikael Ekman). Den bröt ny mark genom att spelas in med en ny teknik, en slags blandning mellan TV och film där två eller tre kameror fick rulla hela tiden så skådespelarna slapp avbrott. Serien spelades in i SF:s studior där hela radhuset byggdes upp. Inspelningen gick på 1,5 miljoner kronor och gjordes på 40 dagar. Hasse Ekman höll i flera delar av produktionen under den knappa inspelningstiden; på en och samma dag brukade han spela in ett avsnitt, rollbesätta ett annat, manusarbeta ett tredje och klippa ett fjärde.
Serien hade premiär den 4 september 1965 och regisserades av Hasse Ekman. Fotografer var Martin och Anders Bodin. Enligt en undersökning som gjordes så såg mer än 50% av svenskarna det första avsnittet. Det konstaterades också att publiken fortsatte att uppskatta serien så länge den gick. Kritikerna var dock inte lika lättroade. Niklasons har aldrig vistats igen efter hösten 1965, men gavs ut på DVD i boxen "Hasse Ekman guldkorn vol. 4" av Studio S den 30 september 2020.
Sickan Carlsson och Karl-Arne Holmsten, som spelar Elisabeth och Bengt Niklasons, var för publiken ett känt filmpar. Mellan 1943 och 1955 gjorde de nio långfilmer tillsammans. Efter Niklasons gjorde de TV ihop ytterligare en gång, 1983, då de sågs i Öbergs på Lillöga. Ulla Neumann, som spelar Monica Niklasons, debuterade i serien. Hon var vid tiden för rollbesättningen Hasse Ekmans granne. Han gav henne rollen efter att flera andra som prövat inte passat. Ekman ville helst att familjen Niklason skulle se på något riktigt TV-program på kvällarna och ville låna det av SR. Men de sa nej och därför figurerar han själv som Doktor Forsman i en såpaparodi tillsammans med bland annat Lena Söderblom och Christina Schollin som sjuksystrar.

### Avsnitt
1. Bilstölden
2. Popidolen
3. Skepparexamen
4. Tiggaren
5. Hemreportage
6. Strömmingsautomaten
7. Älgjakten
8. Croquisteckningar
9. Porträttet
10. Herberts hörna

## Rollista i urval
- Bengt Niklason - Karl-Arne Holmsten
- Elisabeth Niklason - Sickan Carlsson
- Monica Niklason - Ulla Neumann
- Lasse Niklason - Christian Peters
- Harry Njutgärde - Fredrik Ohlsson
- Maj Njutgärde - Lissi Alandh
- Tommy Njutgärde - Peter Thelin
- "Pop-Martin" - Gösta Ekman
- Eddy Bang, manager - Rolf Bengtsson
- Fru Eriksson - Gunnel Broström
- Fru Luverbo - Solveig Lagström
- Fru Funting - Siv Ericks
- Sonja - Barbro Hiort af Ornäs
- Lisbeth - Ingrid Backlin
- Alfred - Sven Lindberg
- Karp - Olof Thunberg
- Fredman, modell - Sune Mangs
- Rulle, fotograf - Olle Andersson
- Osten, fotograf - Sten Ardenstam
- Producent - Bernt Callenbo
- Kursledare - Hans Lindgren
- Kursdeltagare - Nils Eklund
- Radioförsäljare - Gösta Krantz
- Polis - Frithiof Bjärne
- Polis - Sture Ström
- Tiggare - Gösta Bernhard
- Man från elverket - Berndt Westerberg
- Berusad herre - Börje Nyberg
- Kypare - Mille Schmidt
- Herbert - Frej Lindqvist
- Patient i TV - Maude Adelson
- Syster Eva i TV - Lena Söderblom
- Syster Karin i TV - Christina Schollin
- Dr. Forsman i TV - Hasse Ekman
- TV-hallåa - Birgitta Sandstedt